# 아르겐타비스
아르젠타비스(Argentavis magnificens)는 마이오세 때의 거대한 육식조류로써 현재는 멸종한 맹금류의 하나로 과거에 남아메리카의 전 지역과 북아메리카의 로키산맥 일대에서 서식했다. 하스트수리와 마찬가지로 이 거대맹금류는 지구에 존재했던 날 수 있었던 모든 조류중 최대의 크기를 자랑했는데, 가장 큰 개체는 몸무게 80kg, 몸통 3.5m, 날개를 펼친 길이가 7.5m에 달해 어지간한 경비행기와 크기가 비슷했다. 보통 맹금류의 새들이 자신의 몸무게만큼 낚아챌 수 있다고 한다면 이 아르젠타비스는 어지간한 사람을 낚아챌 수 있는 정도였다. 이름의 유래는 가장 완벽한 상태로 보존된 화석이 아르헨티나에서 발견되었기 때문에 이 이름이 붙여졌다.
아르젠타비스 매그니피센스는 약 600만 년전, 마이오세(신생대 제3기)에 크게 번성했고 현대에 멸종되었다는 속설로 유명해졌으나 마이오세때의 동물일 뿐 절대로 현대에 멸종한 동물이 아니다. 현세에 멸종한 거대 맹금류는 하스트수리이다.
아르겐타비스 복원모형 사진이 흔히 전설 속에 등장하는 천둥새 사진이라고 잘못 알려지기도 한다.